# Мемориал «Кысыл кырдал»
«Мемориал „Кысыл кырдал“ — место сбора воинов, отправлявшихся на фронт» — мемориальный комплекс, посвящённый памяти воинов участников Великой Отечественной войны в селе Хоногор, Суоттунского наслега, Усть-Алданского улуса, Республики Саха (Якутия). Памятник истории и культуры местного значения.

## Общая информация
После победоносного окончания Великой Отечественной войны в городах и сёлах республики Якутия стали активно возводить первые памятники и мемориалы, посвящённые павшим солдатам. В память о тех трудных военных годах был сооружён и установлен в самом центре села Хоногор Усть-Алданского улуса возле Хоногорской средней школы памятник воинам-землякам «Кысыл кырдал». Сам памятник представляет собой центральный пилон и две боковые стелы в форме знамён.

## История
По архивным сведениям и документам, в годы Великой Отечественной войны из Соттинского наслега 196 человек были призваны на фронт на защиту Отечества, 15 человек отправлены на трудовой фронт. Только 89 солдат возвратились домой к мирной жизни, 107 погибли и пропали без вести на полях сражений. Многие из наслега были представлены к награждению государственными наградами. Орденом Красной Звезды награждены Жирков Роман Петрович и Бочкарёв Егор Иннокентьевич, орденом Славы Степанов Гаврил Алексеевич, Неустроев Ефим Алексеевич, Титов Константин Семёнович.

## Описание памятника
Прямоугольный пилон является центральной частью композиции мемориального комплекса. Высота пилона 5,9 метра. Он сооружён на бетонном постаменте прямоугольной формы. В верхней части пилона размещён макет ордена Отечественной войны и даты Великой Отечественной войны «1941-1945». В середине обелиска расположен барельеф солдата в каске и с мечом в руках. На постамента установлена памятная табличка из чёрного гранита, на которой имеется надпись «1942-2007 „Мин мантан сэриигэ барбытым..“ буойун, поэт Иннокентий Артамонов». Над табличкой нанесён барельеф чорона — сосуда для кумысопития. С двух сторон от центрального элемента расположились стелы в виде знамён. На них нанесены надписи, выполненные методом тиснения «Из Соттинского наслега на войну было отправлено 157 воинов, из них 89 человек вернулись на Родину». Внизу нанесена полоса с якутским орнаментом, также исполненная методом тиснения. Памятник покрашен в серебристый цвет. Вся композиции размещена на двухступенчатый фундаменте восьмиугольной формы. Впереди пилона разместился вечный огонь, имеющий форму пятиконечной звезды. Две коновязи из брёвен размещены по краям вечного огня. Их высота составляет 3,75 метра. Памятник огорожен изгородью из чугунных цепей.
В соответствии с Приказом Министерства культуры и духовного развития Республики Саха (Якутия) "О включении выявленного объекта культурного наследия «Мемориал „Кысыл кырдал“ — место сбора воинов, отправлявшихся на фронт», расположенного по адресу: Республика Саха (Якутия), Усть-Алданский улус (район), МО «Суоттунский наслег», с. Хоногор, памятник внесён в реестр объектов культурного наследия народов Российской Федерации и охраняется государством.